# Nhảy múa

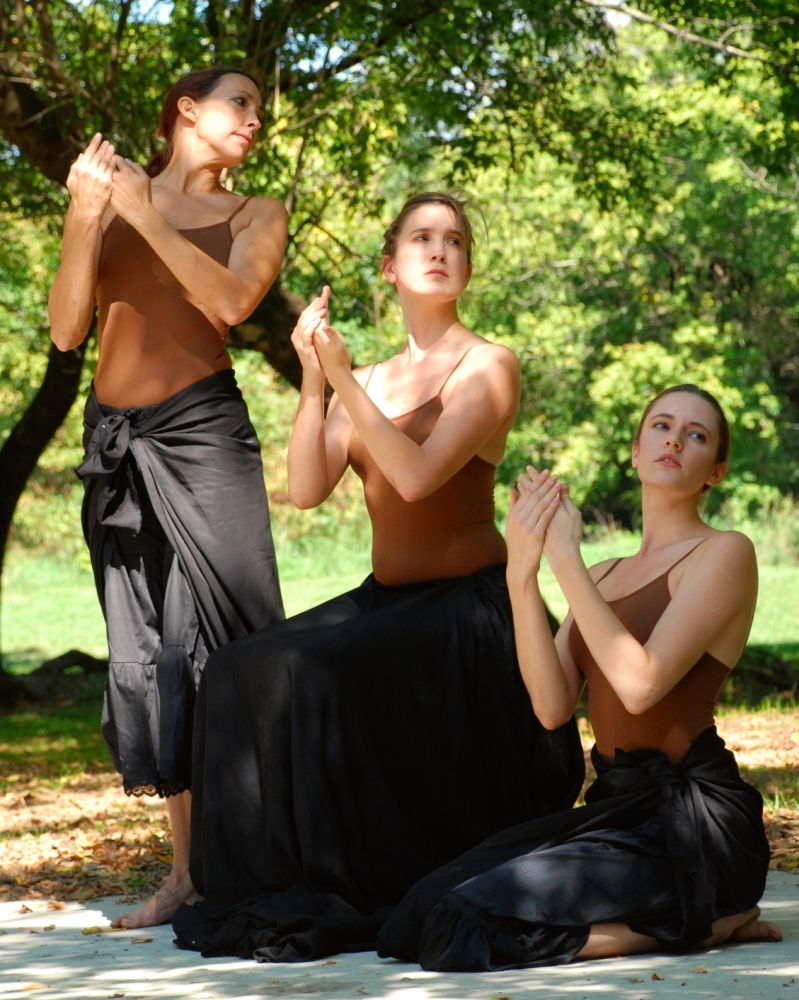
Những vũ công đang trình diễn trong Công viên Riverside ở Mỹ

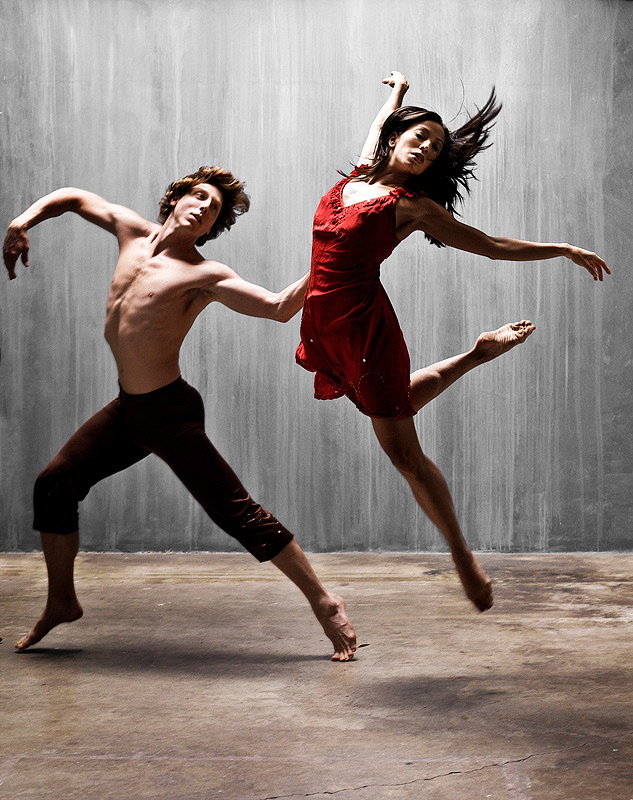
Hai vũ công nhảy hiện đại

Nhảy múa hay vũ đạo là một loại hình nghệ thuật biểu diễn bao gồm các chuỗi chuyển động có chủ đích của con người. Phong trào này có giá trị thẩm mỹ và mang tính biểu tượng. Múa có thể được phân loại và mô tả theo vũ đạo của nó, theo các chuyển động đặc trưng, hoặc theo giai đoạn lịch sử hoặc nơi xuất xứ của nó.
Một sự khác biệt quan trọng được rút ra giữa bối cảnh của sân khấu kịch và nhảy múa có sự tham gia của cá nhân, mặc dù hai thể loại này không phải lúc nào cũng hoàn toàn tách biệt; cả hai đều có thể có các chức năng đặc biệt, cho dù là về mặt xã hội, nghi lễ, thi đấu, những điệu nhảy khiêu dâm, võ thuật, hoặc tôn giáo.
Các hình thức vận động khác của con người đôi khi được cho là có chất lượng giống như nhảy múa, bao gồm võ thuật, thể dục dụng cụ, hoạt náo, trượt băng nghệ thuật, bơi đồng bộ, diễu hành và nhiều hình thức điền kinh khác.

## Biểu diễn

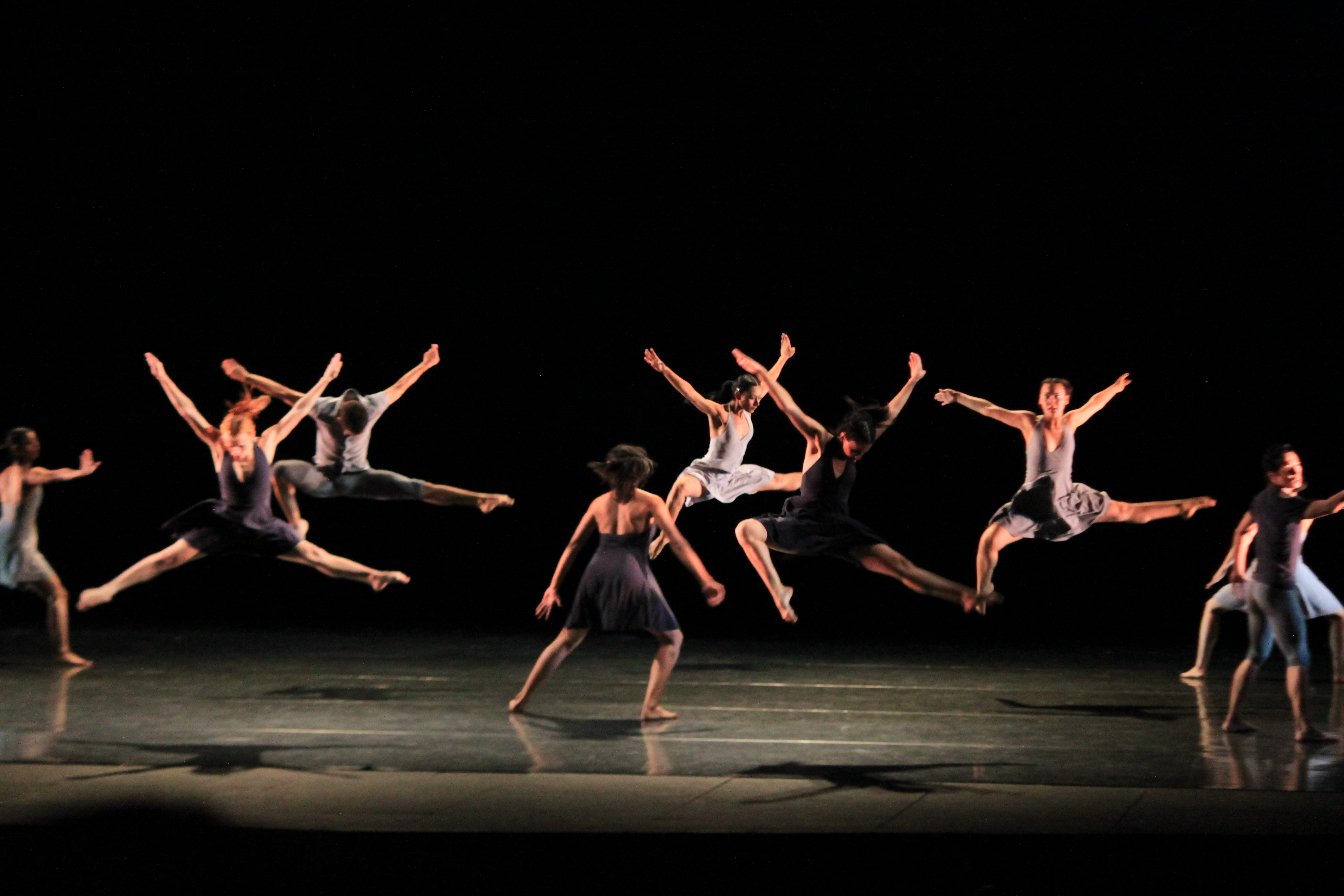
Các thành viên biểu diễn chuỗi động tác múa.

Múa sân khấu, còn được gọi là biểu diễn hoặc múa hòa nhạc, chủ yếu nhằm mục đích biểu diễn, thường là màn trình diễn trên sân khấu của các vũ công điêu luyện. Nó thường kể một câu chuyện, có thể sử dụng kịch câm, trang phục và phong cảnh, hoặc nó có thể chỉ đơn giản là diễn giải phần nhạc đệm, thường được sáng tác đặc biệt.
Ví dụ như múa ba lê và múa hiện đại phương Tây, múa Ấn Độ cổ điển và các bộ phim truyền hình về ca múa nhạc của Trung Quốc và Nhật Bản. Hầu hết các hình thức cổ điển tập trung vào khiêu vũ đơn thuần, nhưng khiêu vũ biểu diễn cũng có thể xuất hiện trong opera và các hình thức sân khấu âm nhạc khác.
Mặt khác, khiêu vũ có sự tham gia, cho dù là khiêu vũ dân gian, khiêu vũ giao tiếp (social dance), nhóm như nhảy dây, vòng tròn, dây chuyền hoặc hình vuông, hoặc một vũ điệu đối tác như thường thấy trong khiêu vũ phương Tây, đều được thực hiện chủ yếu vì một mục đích chung, chẳng hạn như giao tiếp xã hội hoặc tập thể dục, của những người tham gia hơn là người xem.
Những điệu nhảy như vậy hiếm khi có bất kỳ câu chuyện nào. Một điệu nhảy tập thể và một điệu múa ba lê, một điệu nhảy đối tác xã hội và một điệu nhảy pas de deux, khác nhau rất nhiều. Thậm chí một màn khiêu vũ đơn lẻ có thể được thực hiện chỉ vì sự hài lòng của vũ công.
Vũ công tham gia thường tất cả đều sử dụng các chuyển động và bước giống nhau, nhưng, ví dụ, trong nền văn hóa cuồng nhiệt của nhạc khiêu vũ điện tử, đám đông lớn có thể tham gia vào các điệu nhảy tự do, không phối hợp với những người xung quanh. Mặt khác, một số nền văn hóa đặt ra các quy tắc nghiêm ngặt đối với các điệu múa cụ thể, trong đó, ví dụ, đàn ông, phụ nữ và trẻ em có thể hoặc phải tham gia.

## Nguồn gốc

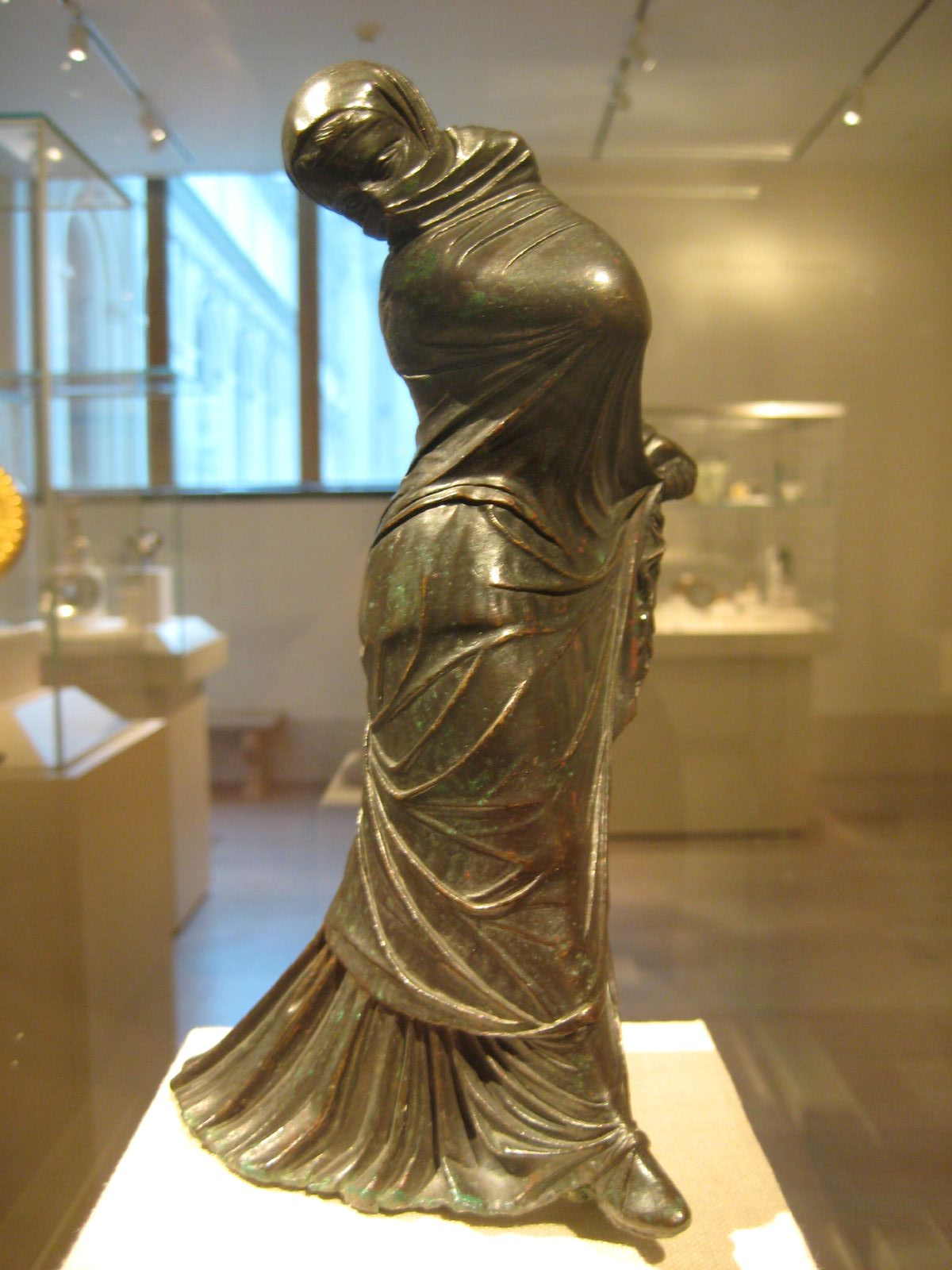
Tượng một vũ công Hy Lạp bằng đồng được choàng khăn và che mặt, thế kỷ 3 - 2 trước Công nguyên, Alexandria, Ai Cập.

## Nhảy múa và âm nhạc

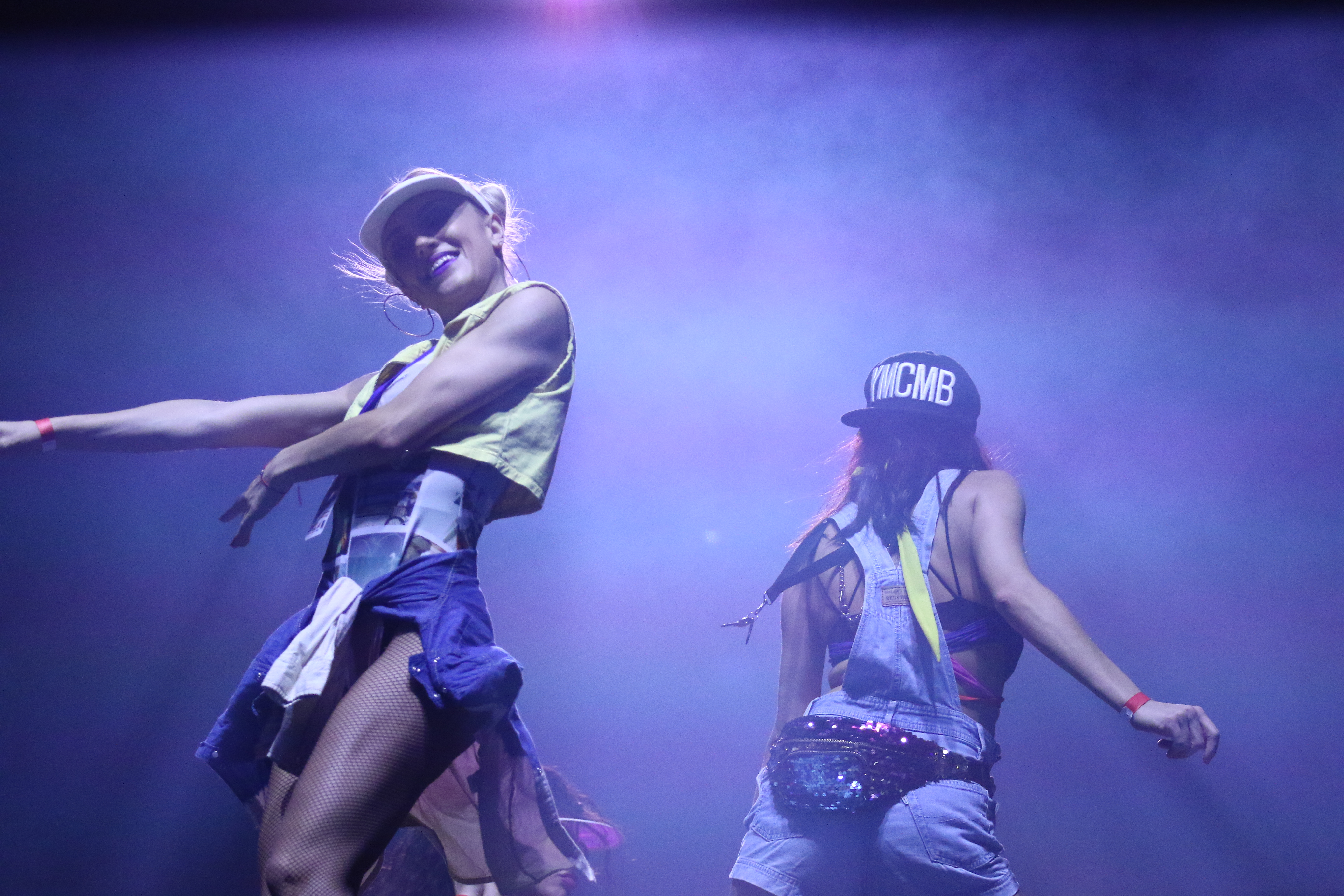
Hai cô gái đang nhảy trong buổi hòa nhạc nhạc pop, Sofia, Bulgaria.

## Nhảy và nhịp điệu

Nhịp điệu tango cơ bản
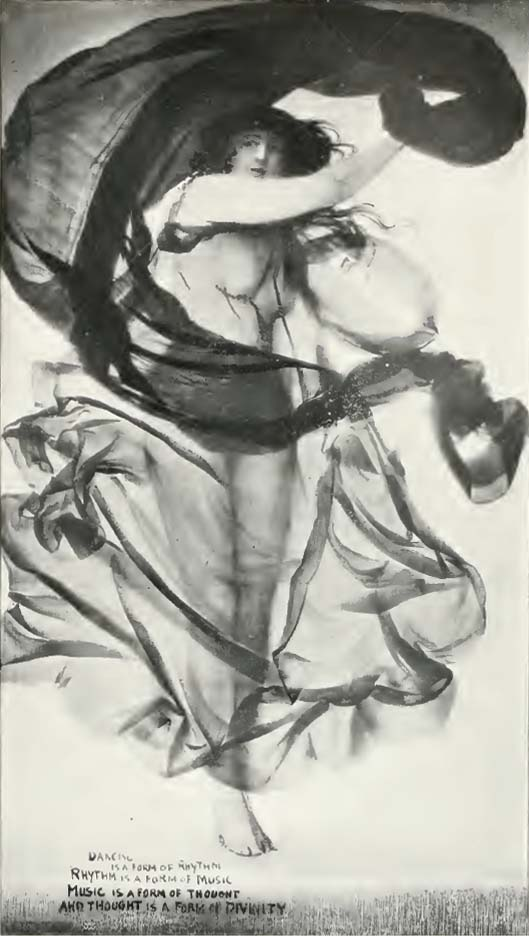
Lululaund - Cô gái nhảy múa (tranh và vải lụa. Baldry 1901, trước trang 107), dòng chữ ghi; "Khiêu vũ là một dạng nhịp điệu / Nhịp điệu là một dạng âm nhạc / Âm nhạc là một dạng tư tưởng / Và suy nghĩ là một dạng thần thánh."